# Männerarbeit der Evangelischen Kirche in Deutschland
Die Arbeitsgemeinschaft Männerarbeit der Evangelischen Kirche in Deutschland ist der Dachverband der Einrichtungen für Männerarbeit der Gliedkirchen der Evangelischen Kirche in Deutschland (EKD). Die Männerarbeit hat im 2009 gegründeten Evangelischen Zentrum Frauen und Männer der EKD in der Berliner Allee in Hannover ihren Sitz.

## Geschichte und Aufgaben
Im Jahr 1946 wurde in Echzell/Hessen eine erste Konzeption für die Arbeit mit Männern in der Kirche – die Echzeller Richtlinien – entwickelt und damit der Grundstein für die Männerarbeit der gerade gegründeten EKD gelegt. Mit den Richtlinien wurde auf die emotionale Orientierungslosigkeit von Männern nach dem Zweiten Weltkrieg reagiert und die seelsorgerliche Begleitung von Männern in den Blickpunkt gerückt. 1995 wurden die Richtlinien an die heutige Lebenswirklichkeit angepasst. Die Männerarbeit ist zuständig für alle Fragen, die Männer betreffen, und bietet in bundesweit über 3000 Männerkreisen- und gruppen Seminarangebote zu Themen wie Glaube und Spiritualität, Bibel und männliche Lebenswelten, christliche aktive Vaterschaft, Mann und Familie an.
Der Verein ist Herausgeber der Zeitschrift Männerforum und weiterer Publikationen. Jedes Jahr stehen die Angebote unter einem anderen Thema. Im März 2009 wurde das Evangelische Zentrum Frauen und Männer der EKD in Hannover gegründet. Das Zentrum ist die gemeinsame Geschäfts- und Verwaltungsstelle der Männerarbeit und des Evangelische Frauen in Deutschland e. V. (EFiD) in der EKD.